# 1. Division (Fußball, Dänemark)
Die 1. Division (aus Sponsoringgründen offiziell Betinia Liga) ist die zweithöchste dänische Fußballliga. Von 1945 bis zur Gründung der dänischen Superliga 1990 war sie die höchste dänische Fußballliga.
Im Laufe der Jahre hatte die Liga mehrere Namenssponsoren, beginnend Mitte der 1990er Jahre mit Faxe Kondi Divisionen, danach Viasat Sport Divisionen, Viasat Divisionen und Betsafe Ligaen. Ab 2017 trug die Liga den Sponsorennamen NordicBet Liga. Seit der Saison 2025/26 trägt die Liga offiziell den Namen Betinia Liga.
Nach einer Doppelrunde mit 22 Spieltagen wird die Liga aufgeteilt in zwei Gruppen à sechs Mannschaften. Die ersten sechs Teams ermitteln in weiteren 10 Spielen zwei Aufsteiger, die Teams auf den Plätzen 7 bis 12 zwei Absteiger.

## Teams
Folgende Vereine spielen in der Saison 2024/25 in der 1. Division.
| Verein           | Stadt      | Stadion               | Kapazität | Spielfeld  |
| ---------------- | ---------- | --------------------- | --------- | ---------- |
| Odense BK        | Odense     | Nature Energy Park    | 15.761    | Naturrasen |
| Kolding IF       | Kolding    | Autocentralen Park    | 12.000    | Naturrasen |
| Hobro IK         | Hobro      | DS Arena              | 10.700    | Naturrasen |
| AC Horsens       | Horsens    | CASA Arena Horsens    | 10.400    | Naturrasen |
| Hvidovre IF      | Hvidovre   | Pro Ventilation Arena | 12.000    | Naturrasen |
| Esbjerg fB       | Esbjerg    | Esbjerg Idrætspark    | 18.000    | Naturrasen |
| Vendsyssel FF    | Hjørring   | Hjørring Stadion      | 10.000    | Naturrasen |
| HB Køge          | Køge       | Capelli Sport Stadion | 08.000    | Kunstrasen |
| B.93 Kopenhagen  | Kopenhagen | Østerbro Stadion      | 07.000    | Naturrasen |
| FC Roskilde      | Roskilde   | Roskilde Idrætspark   | 06.000    | Kunstrasen |
| Hillerød Fodbold | Hillerød   | Hillerød-Stadion      | 05.000    | Naturrasen |
| FC Fredericia    | Fredericia | Monjasa Park          | 04.000    | Naturrasen |

## Meister

### 1945–1990 (1. Liga)
- 1945/46: B.93 Kopenhagen
- 1946/47: AB Gladsaxe
- 1947/48: Kjøbenhavns Boldklub
- 1948/49: Kjøbenhavns Boldklub
- 1949/50: Kjøbenhavns Boldklub
- 1950/51: AB Gladsaxe
- 1951/52: AB Gladsaxe
- 1952/53: Kjøbenhavns Boldklub
- 1953/54: Køge BK
- 1954/55: Aarhus GF
- 1955/56: Aarhus GF
- 1956/57: Aarhus GF
- 1958: Vejle BK
- 1959: Boldklubben 1909
- 1960: Aarhus GF
- 1961: Esbjerg fB
- 1962: Esbjerg fB
- 1963: Esbjerg fB
- 1964: Boldklubben 1909
- 1965: Esbjerg fB
- 1966: Hvidovre IF
- 1967: AB Gladsaxe
- 1968: Kjøbenhavns Boldklub
- 1969: B 1903 Kopenhagen
- 1970: B 1903 Kopenhagen
- 1971: Vejle BK
- 1972: Vejle BK
- 1973: Hvidovre IF
- 1974: Kjøbenhavns Boldklub
- 1975: Køge BK
- 1976: B 1903 Kopenhagen
- 1977: Odense BK
- 1978: Vejle BK
- 1979: Esbjerg fB
- 1980: Kjøbenhavns Boldklub
- 1981: Hvidovre IF
- 1982: Odense BK
- 1983: Lyngby BK
- 1984: Vejle BK
- 1985: Brøndby IF
- 1986: Aarhus GF
- 1987: Brøndby IF
- 1988: Brøndby IF
- 1989: Odense BK
- 1990: Brøndby IF

### Seit 1991 (2. Liga)
- 1991: Næstved IF
- 1991/92: Viborg FF (Herbst ’91)
Brønshøj BK (Frühling ’92)
- 1992/93: Esbjerg fB (Herbst ’92)
Horsens fS (Frühling ’93)
- 1993/94: Vejle BK (Herbst ’93)
B.93 (Frühling ’94)
- 1994/95: Viborg FF (Herbst ’94)
Esbjerg fB (Frühling ’95)
- 1995/96: Hvidovre IF
- 1996/97: Ikast FS
- 1997/98: Viborg FF
- 1998/99: OB
- 1999/2000: FC Midtjylland
- 2000/01: Esbjerg fB
- 2001/02: Køge BK
- 2002/03: Herfølge BK
- 2003/04: Silkeborg IF
- 2004/05: Sønderjysk Elitesport
- 2005/06: Vejle BK
- 2006/07: Lyngby BK
- 2007/08: Vejle BK
- 2008/09: Herfølge BK
- 2009/10: AC Horsens
- 2010/11: Aarhus GF
- 2011/12: Esbjerg fB
- 2012/13: Viborg FF
- 2013/14: Silkeborg IF
- 2014/15: Viborg FF
- 2015/16: Lyngby BK
- 2016/17: Hobro IK
- 2017/18: Vejle BK
- 2018/19: Silkeborg IF
- 2019/20: Vejle BK
- 2020/21: Viborg FF
- 2021/22: AC Horsens
- 2022/23: Vejle BK
- 2023/24: Sønderjysk Elitesport
- 2024/25: Odense BK